# 胎便吸引症候群
胎便吸引症候群（たいべんきゅういんしょうこうぐん、英語: Meconium Aspiration Syndrome [MAS]）は、胎便を肺に吸い込んで起こる症候群。出生後呼吸不全、肺炎の原因となる。新生児仮死に合併しやすい。

## 診断
吸引した胎便を反映した異常陰影がレントゲンに写る。

## 治療
- 酸素投与
- 抗生剤投与

## 予後
新生児仮死を伴っていなければ一般的に良好である。